# Dosor-B
Der Dosor-B (ukrainisch Дозор-Б) ist ein vierrädriges allradgetriebenes geschütztes Militärfahrzeug mit leichter Panzerung. Er wurde vom ukrainischen Hersteller ChKMB entwickelt und hergestellt. Der Truppentransporter dient hauptsächlich der Erkundung schwierigen Geländes sowie der Aufklärung und bietet Schutz gegen Kleinwaffen, Granatsplitter, Minen und Sprengsätze. Die Produktion begann 2015.

## Entwicklung und Technik
Der Dosor-B wurde erstmals auf der International Defence Exhibition 2007 in Abu Dhabi vorgestellt. Im Januar 2015 wurde eine verbesserte Version dem ukrainischen Präsidenten vorgestellt und die ersten Fahrzeuge an die ukrainische Armee ausgeliefert.
Die Reichweite des Dosor-B beträgt, bei maximaler Füllung des Tanks mit 146 Litern Kraftstoff, für befestigte Wege gemäß den Herstellerangaben 700 km, sein Gesamtgewicht beträgt 8450 kg ± 250 kg.
Die Spurweite beträgt 2000 mm und die Bodenfreiheit 400 mm. Das Fahrzeug hat einen permanenten Allradantrieb und einen minimalen Wenderadius von 9,8 m.
Im August 2019 wurde bekannt gegeben, dass das ukrainische Verteidigungsministerium die polnische Oncilla anstelle der Dozor-B kaufen wird. Die Version Oncilla ist eine von MISTA in polnischer Lizenz hergestellte Variante. Ab März 2023 sind mindestens 30 Oncillas im ukrainischen Dienst.

## Nutzer
- Senegal: Bei einer Militärparade, die am 11. April 2017 stattfand, wurden Oncilla-Panzerfahrzeuge gezeigt.[6]
- Ukraine: ursprünglich 200 bestellt, unbekannte Anzahl im Dienst[7][8]